# Sumatratiger
Sumatratigeren (Panthera tigris sumatrae) lever kun på den indonesiske ø Sumatra. Det anslås, at der kun er mellem 400 og 500 tilbage i naturen. De lever næsten alle sammen i én af øens 5 nationalparker.
Sumatratigeren er den mindste af tigrene. Hannen vejer mellem 100 og 130 kg, og hunnen vejer mellem 70 og 90 kg. Den er en af de tigre der har svømmehud.
I Danmark kan Sumatratigeren ses i Aalborg Zoo og Ree Park Safari
- Wikimedia Commons har flere filer relateret til Sumatratiger

| Dyr | Spire Denne artikel om dyr er en spire som bør udbygges. Du er velkommen til at hjælpe Wikipedia ved at udvide den. |